# Modello ibrido del transistor
Per un transistor a giunzione bipolare si può usare il modello a parametri ibridi qualora sia necessario l'uso a basse frequenze.

## Modello ibrido
In generale il modello ibrido è rappresentato da una scatola con due porte: cioè un doppio bipolo. Si hanno quindi quattro variabili, due correnti {\displaystyle i_{1},i_{2}} e due tensioni {\displaystyle v_{1},v_{2}}, che si possono mettere in relazione lineare tramite un sistema per esempio:
{\displaystyle {\begin{cases}v_{1}=h_{11}i_{1}+h_{12}v_{2}\\i_{2}=h_{21}i_{1}+h_{22}v_{2}\end{cases}}}
cioè come variabili indipendenti vengono scelti {\displaystyle i_{1},v_{2}}, ma possono scegliersi altre variabili. I parametri h sono appunto detti parametri ibridi perché hanno dimensioni diverse. Vediamone il significato:
{\displaystyle h_{11}=\left.{\frac {v_{1}}{i_{1}}}\right|_{v_{2}=0}}
prende il nome di resistenza d'ingresso quando l'uscita è in corto circuito e quindi si misura in Ohm;
{\displaystyle h_{12}=\left.{\frac {v_{1}}{v_{2}}}\right|_{i_{1}=0}}
è il rapporto tra le tensioni d'ingresso e d'uscita ad ingresso aperto ed è detto amplificazione inversa a vuoto ed è adimensionale;
{\displaystyle h_{21}=\left.{\frac {i_{2}}{i_{1}}}\right|_{v_{2}=0}}
è il rapporto tra le correnti di uscita e di ingresso quando l'uscita è in corto circuito ed è detto amplificazione di corrente ed è anch'esso adimensionale;
{\displaystyle h_{22}=\left.{\frac {i_{2}}{v_{2}}}\right|_{i_{1}=0}}
è la conduttanza di uscita con ingresso a vuoto. La notazione più utilizzata è quella IEEE: (11 = i, ingresso), (22 = o, uscita), (12=r, trasferimento inverso), (21=f, trasferimento diretto) come evidenziato nel circuito equivalente generale indipendentemente dalla configurazione. 
Le grandezze in maiuscolo {\displaystyle V_{1},V_{2},I_{1},I_{2}} sono più generali perché sono rappresentabili anche i segnali variabili come quelli sinusoidali, in tal caso possono rappresentare i fasori; {\displaystyle V_{s}} è il generatore di tensione con la sua resistenza {\displaystyle R_{s}} e {\displaystyle Z_{L}} è un'impedenza di carico. In questa configurazione il transistor è un amplificatore.

### Transistor come amplificatore
- Amplificazione di corrente

{\displaystyle A_{I}={\frac {I_{L}}{I_{1}}}=-{\frac {I_{2}}{I_{1}}}}
Ma dall'analisi del circuito:
{\displaystyle I_{2}=h_{f}I_{1}+h_{o}V_{2}}
e 
{\displaystyle V_{2}=I_{L}Z_{L}=-I_{2}Z_{L}}
dunque: 
{\displaystyle A_{I}=-{\frac {h_{f}I_{1}+h_{o}V_{2}}{I_{1}}}=-h_{f}-h_{o}{\frac {I_{L}Z_{L}}{I_{1}}}=-h_{f}-h_{o}A_{I}Z_{L}}
da cui: 
{\displaystyle (1+h_{o}Z_{L})A_{I}=-h_{f}}
quindi in definitiva:
{\displaystyle A_{I}=-{\frac {h_{f}}{1+h_{o}Z_{L}}}}
è l'amplificazione di corrente. Tenendo conto della resistenza del generatore {\displaystyle R_{s}}:
{\displaystyle A_{I_{s}}=A_{I}{\frac {I_{1}}{I_{s}}}=A_{I}{\frac {R_{s}}{Z_{i}+R_{s}}}}
- Impedenza di ingresso

{\displaystyle Z_{i}={\frac {V_{1}}{I_{1}}}={\frac {h_{i}I_{1}+h_{r}V_{2}}{I_{1}}}=h_{i}+h_{r}{\frac {V_{2}}{I_{1}}}}
ma secondo quanto detto circa l'amplificazione di corrente:
{\displaystyle V_{2}=-I_{2}Z_{L}=A_{I}I_{1}Z_{L}}
quindi in definitiva:
{\displaystyle Z_{i}=h_{i}+h_{r}{\frac {A_{I}I_{1}Z_{L}}{I_{1}}}=h_{i}+h_{r}A_{I}Z_{L}}
da cui, esplicitando l'espressione di {\displaystyle A_{I}} e dividendo numeratore e denominatore per {\displaystyle Z_{L}}, si ha anche:
{\displaystyle Z_{i}=h_{i}-{\frac {h_{f}h_{r}}{Y_{L}+h_{o}}}}
dove {\displaystyle Y_{L}=1/Z_{L}} è l'ammettenza di carico, dalla quale dipende l'impedenza di uscita.
- Amplificazione di tensione

{\displaystyle A_{V}={\frac {V_{2}}{V_{1}}}={\frac {A_{I}I_{1}Z_{L}}{V_{1}}}={\frac {A_{I}Z_{L}}{Z_{i}}}}
cioè l'amplificazione di tensione dipende dall'impedenza di ingresso e da quella di uscita. Tenendo conto della resistenza del generatore abbiamo:
```

  

    

      

        

          
A

          

            

              
V

              

                
s

              

            

          

        

        
=

        

          
A

          

            
V

          

        

        

          

            

              
V

              

                
1

              

            

            

              
V

              

                
s

              

            

          

        

        
=

        

          
A

          

            
V

          

        

        

          

            

              
Z

              

                
L

              

            

            

              

                
Z

                

                  
i

                

              

              
+

              

                
R

                

                  
s

                

              

            

          

        

      

    

    
{\displaystyle A_{V_{s}}=A_{V}{\frac {V_{1}}{V_{s}}}=A_{V}{\frac {Z_{L}}{Z_{i}+R_{s}}}}

  

```

- Ammettenza di uscita

Per la definizione dell'impedenza di uscita bisogna porre a zero la {\displaystyle V_{s}} e {\displaystyle Z_{L}=\infty }:
{\displaystyle Y_{o}={\frac {I_{2}}{V_{2}}}={\frac {h_{f}I_{1}+h_{o}V_{2}}{V_{2}}}=h_{f}{\frac {I_{1}}{V_{2}}}+h_{o}}
ma vale anche:
{\displaystyle V_{s}=R_{s}I_{1}+h_{i}I_{1}+h_{r}V_{2}=0}
quindi in definitiva:
{\displaystyle Y_{o}=h_{o}-{\frac {h_{f}h_{r}}{h_{i}+R_{s}}}}
cioè {\displaystyle Z_{o}=1/Y_{o}} è una funzione della resistenza del generatore.

## Modello ibrido del transistor a emettitore comune
Possiamo applicare il modello ibrido al transistor a giunzione tripolare in configurazione a emettitore comune. Come si vede nella figura le tensioni e le correnti {\displaystyle v_{CE},v_{BE},i_{B},i_{C}} con pedice maiuscolo indicano i valori istantanei delle grandezze; i valori {\displaystyle V_{BB},V_{CC}} sono i valori massimi o i valori medi delle grandezze, {\displaystyle v_{c},i_{b},h_{oe},...} sono invece sono i valori istantanei delle grandezze e sono usati nel modello ibrido con l'aggiunta del pedice e nei parametri ibridi per identificare la configurazione ad emettitore comune. Il circuito equivalente del modello ibrido del transistor ad emettitore comune è rappresentato nella figura successiva. In base a quanto detto in maniera generale sul modello ibrido possiamo esprimere le variabili dipendenti e indipendenti in maniera arbitraria, ma scegliamo (secondo convenzione) di usare:
{\displaystyle {\begin{cases}v_{B}=f_{1}(i_{B},v_{C})=h_{ie}i_{b}+h_{re}v_{c}\\i_{C}=f_{2}(i_{B},v_{C})=h_{fe}i_{b}+h_{oe}v_{c}\end{cases}}}
Nella figura non è mostrato il generatore e le resistenze di ingresso e di uscita, ma per questo ci si rifà semplicemente al modello generale, in pratica basta aggiungere all'ingresso un generatore di tensione {\displaystyle v_{s}} con la sua resistenza (o in generale un'impedenza) {\displaystyle R_{s}} e all'uscita una resistenza (o un'impedenza) di carico {\displaystyle R_{L}}.
Vediamo a cosa equivalgono i parametri ibridi:
- Amplificazione di corrente

{\displaystyle A_{I}=-{\frac {h_{fe}}{1+h_{oe}R_{L}}}}
è l'amplificazione di corrente. Tenendo conto della resistenza del generatore {\displaystyle R_{s}}:
{\displaystyle A_{I_{s}}=A_{I}{\frac {R_{s}}{Z_{i}+R_{s}}}}
- Resistenza di ingresso

{\displaystyle R_{i}=h_{ie}+h_{re}A_{I}R_{L}}
- Amplificazione di tensione

{\displaystyle A_{V}=A_{I}{\frac {R_{L}}{R_{i}}}=-{\frac {h_{fe}R_{L}}{h_{ie}}}}
- Conduttanza di uscita

Per la definizione della resistenza di uscita (tramite la conduttanza) poniamo {\displaystyle V_{s}=0} e {\displaystyle R_{L}=\infty }:
{\displaystyle G_{o}=h_{oe}-{\frac {h_{fe}h_{re}}{h_{ie}+R_{s}}}}
cioè {\displaystyle R_{o}=1/G_{o}} è una funzione della resistenza del generatore.

### Modello ibrido semplificato per il transistor a emettitore comune
In generale possiamo semplificare il modello ibrido tenendo conto solo di due parametri ibridi: {\displaystyle h_{ie},h_{fe}}. La condizione sotto la quale si può usare il modello ibrido semplificato è che per i circuiti a bassa frequenza la resistenza di carico sia abbastanza piccola da soddisfare la:
```

  

    

      

        

          
h

          

            
o

            
e

          

        

        

          
R

          

            
L

          

        

        
<

        
0.1

      

    

    
{\displaystyle h_{oe}R_{L}<0.1}

  

```

Se vale questa condizione allora: l'amplificazione di corrente diventa
{\displaystyle A_{I}=-{\frac {h_{fe}}{1+h_{oe}R_{L}}}\simeq -h_{fe}}
La resistenza d'ingresso diventa:
{\displaystyle R_{i}=h_{ie}+h_{re}A_{I}R_{L}\simeq h_{ie}}
L'amplificazione di tensione resta inalterata nella forma:
{\displaystyle A_{V}=-{\frac {h_{fe}R_{L}}{h_{ie}}}}
mentre l'impedenza di uscita si può porre infinita perché {\displaystyle h_{oe}} è abbastanza grande ({\displaystyle \sim 10^{4}-10^{5}\Omega }).

## Modello ibrido del transistor a collettore comune
Poiché il transistor a collettore comune ha pochi utilizzi, scriviamo solo i parametri per il modello ibrido tenendo conto solo di due quantità: {\displaystyle h_{ic},h_{fc}}. La condizione sotto la quale si può usare il modello ibrido semplificato è sempre la stessa:
{\displaystyle h_{oe}R_{L}<0.1}
Se vale questa condizione allora: l'amplificazione di corrente diventa
{\displaystyle A_{I}=-{\frac {I_{e}}{I_{b}}}=1+h_{fe}}
La resistenza d'ingresso diventa:
{\displaystyle R_{i}={\frac {V_{b}}{I_{b}}}=h_{ie}+(1+h_{fe})R_{L}}
L'amplificazione di tensione:
{\displaystyle A_{V}={\frac {V_{e}}{V_{b}}}=1+{\frac {h_{ie}}{R_{i}}}\simeq 1}
mentre la resistenza di uscita:
{\displaystyle R_{o}={\frac {h_{ie}+R_{s}}{1+h_{fe}}}}
è molto bassa.

## Modello ibrido del transistor a base comune
Infine vediamo i parametri del transistor bjt in configurazione a base comune:
{\displaystyle A_{I}={\frac {I_{c}}{I_{e}}}={\frac {h_{fe}\cdot I_{b}}{I_{c}+I_{b}}}={\frac {h_{fe}\cdot I_{b}}{h_{fe}\cdot I_{b}+I_{b}}}={\frac {h_{fe}}{h_{fe}+1}}\simeq 1}
{\displaystyle R_{i}={\frac {V_{e}}{I_{e}}}={\frac {h_{ie}}{h_{fe}+1}}}
{\displaystyle A_{V}=h_{fe}{\frac {R_{c}}{h_{ie}}}}
{\displaystyle R_{o}={\frac {V_{c}}{I_{c}}}={\frac {I_{c}\cdot R_{c}}{I_{c}}}=R_{c}}